# Germenay
Germenay és un municipi francès, situat al departament del Nièvre i a la regió de Borgonya - Franc Comtat. L'any 2007 tenia 145 habitants.

## Demografia

### Població
El 2007 la població de fet de Germenay era de 145 persones. Hi havia 68 famílies, de les quals 24 eren unipersonals (16 homes vivint sols i 8 dones vivint soles), 24 parelles sense fills i 20 parelles amb fills.
La població ha evolucionat segons el següent gràfic:
Habitants censats

### Habitatges
El 2007 hi havia 103 habitatges, 68 eren l'habitatge principal de la família, 30 eren segones residències i 5 estaven desocupats. 97 eren cases i 5 eren apartaments. Dels 68 habitatges principals, 58 estaven ocupats pels seus propietaris, 5 estaven llogats i ocupats pels llogaters i 5 estaven cedits a títol gratuït; 6 tenien dues cambres, 13 en tenien tres, 14 en tenien quatre i 35 en tenien cinc o més. 43 habitatges disposaven pel capbaix d'una plaça de pàrquing. A 26 habitatges hi havia un automòbil i a 27 n'hi havia dos o més.

### Piràmide de població
La piràmide de població per edats i sexe el 2009 era:
| Homes | Edats   | Dones |
| ----- | ------- | ----- |
| 0     | 95 o +  | 0     |
| 4     | 90 a 94 | 4     |
| 8     | 85 a 89 | 16    |
| 4     | 80 a 84 | 8     |
| 16    | 75 a 79 | 12    |
| 8     | 70 a 74 | 16    |
| 20    | 65 a 69 | 16    |
| 8     | 60 a 64 | 4     |
| 12    | 55 a 59 | 4     |
| 16    | 50 a 54 | 8     |
| 12    | 45 a 49 | 12    |
| 20    | 40 a 44 | 12    |
| 8     | 35 a 39 | 20    |
| 8     | 30 a 34 | 8     |
| 12    | 25 a 29 | 8     |
| 0     | 20 a 24 | 8     |
| 0     | 15 a 19 | 12    |
| 12    | 10 a 14 | 12    |
| 8     | 5 a 9   | 0     |
| 8     | 0 a 4   | 12    |

## Economia
El 2007 la població en edat de treballar era de 79 persones, 58 eren actives i 21 eren inactives. De les 58 persones actives 56 estaven ocupades (31 homes i 25 dones) i 2 estaven aturades (1 home i 1dona). De les 21 persones inactives 10 estaven jubilades, 4 estaven estudiant i 7 estaven classificades com a «altres inactius».

### Ingressos
El 2009 a Germenay hi havia 59 unitats fiscals que integraven 129 persones, la mediana anual d'ingressos fiscals per persona era de 15.567 €.

### Activitats econòmiques
Dels 6 establiments que hi havia el 2007, 1 era d'una empresa de fabricació d'altres productes industrials, 2 d'empreses de construcció, 1 d'una empresa de comerç i reparació d'automòbils i 2 d'empreses de serveis.
Dels 3 establiments de servei als particulars que hi havia el 2009, 1 era un taller de reparació d'automòbils i de material agrícola, 1 fusteria i 1 lampisteria.
L'any 2000 a Germenay hi havia 18 explotacions agrícoles que ocupaven un total de 2.002 hectàrees.

## Poblacions més properes
El següent diagrama mostra les poblacions més properes.